# Chunyun

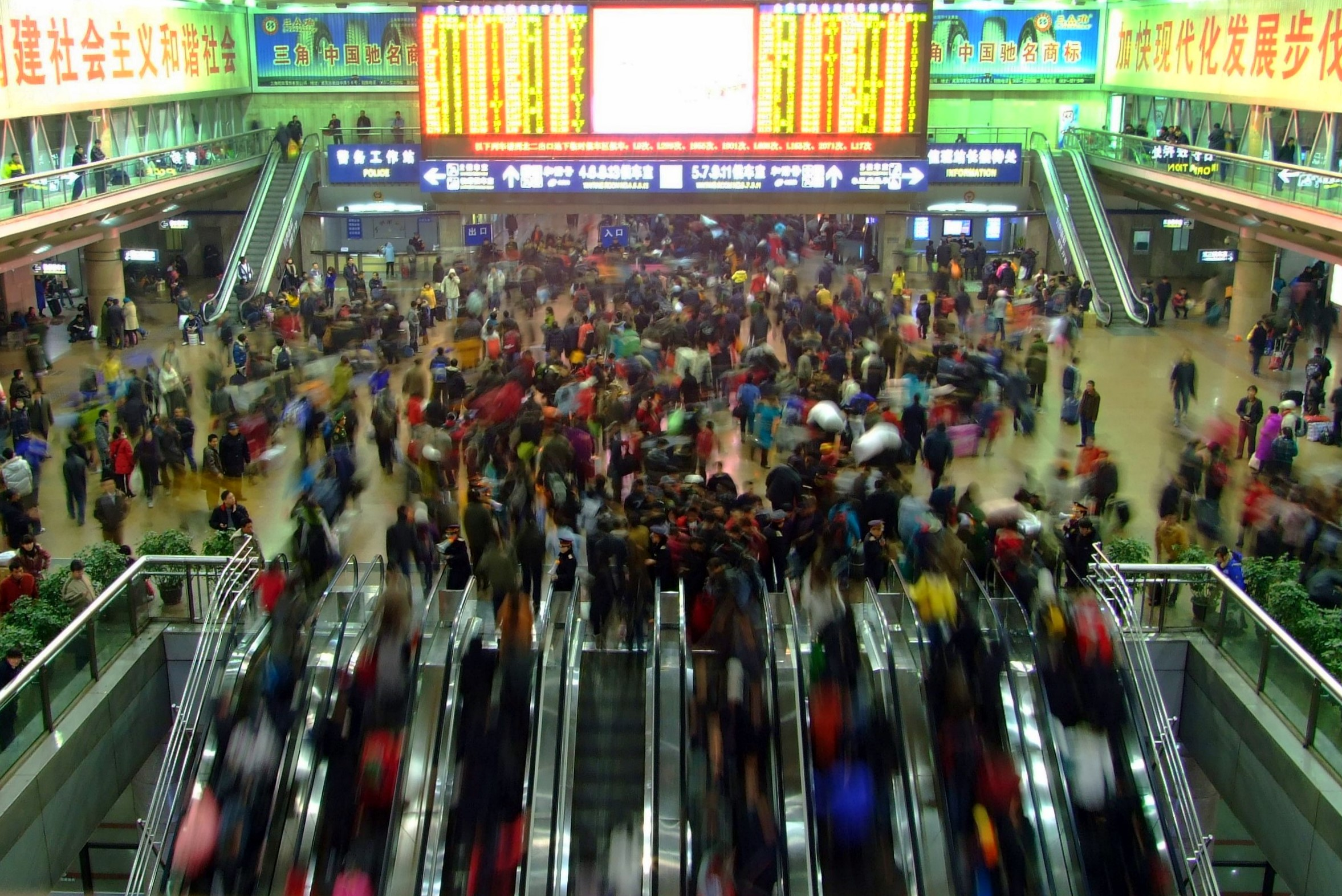
Scena del periodo di Chunyun 2009 dentro la Stazione ovest di Pechino, Cina

Chunyun (cinese tradizionale: 春運; cinese semplificato: 春运; pinyin: Chūnyùn), conosciuta anche come la stagione turistica della Festa di Primavera o il periodo di Chunyun, è un periodo di viaggi in Cina con volumi di traffico estremamente elevati, intorno all'epoca del Capodanno cinese. Il periodo comincia solitamente 15 giorni prima del Capodanno lunare e dura per circa 40 giorni. Il numero dei passeggeri in viaggio durante il periodo di Chunyun ha superato la popolazione cinese, raggiungendo oltre 2 miliardi nel 2008. È stata definita la più grande migrazione umana annuale del mondo. Il trasporto ferroviario sperimenta la sfida più pesante durante il periodo, e sono emersi una miriade di problemi sociali.

## Origine

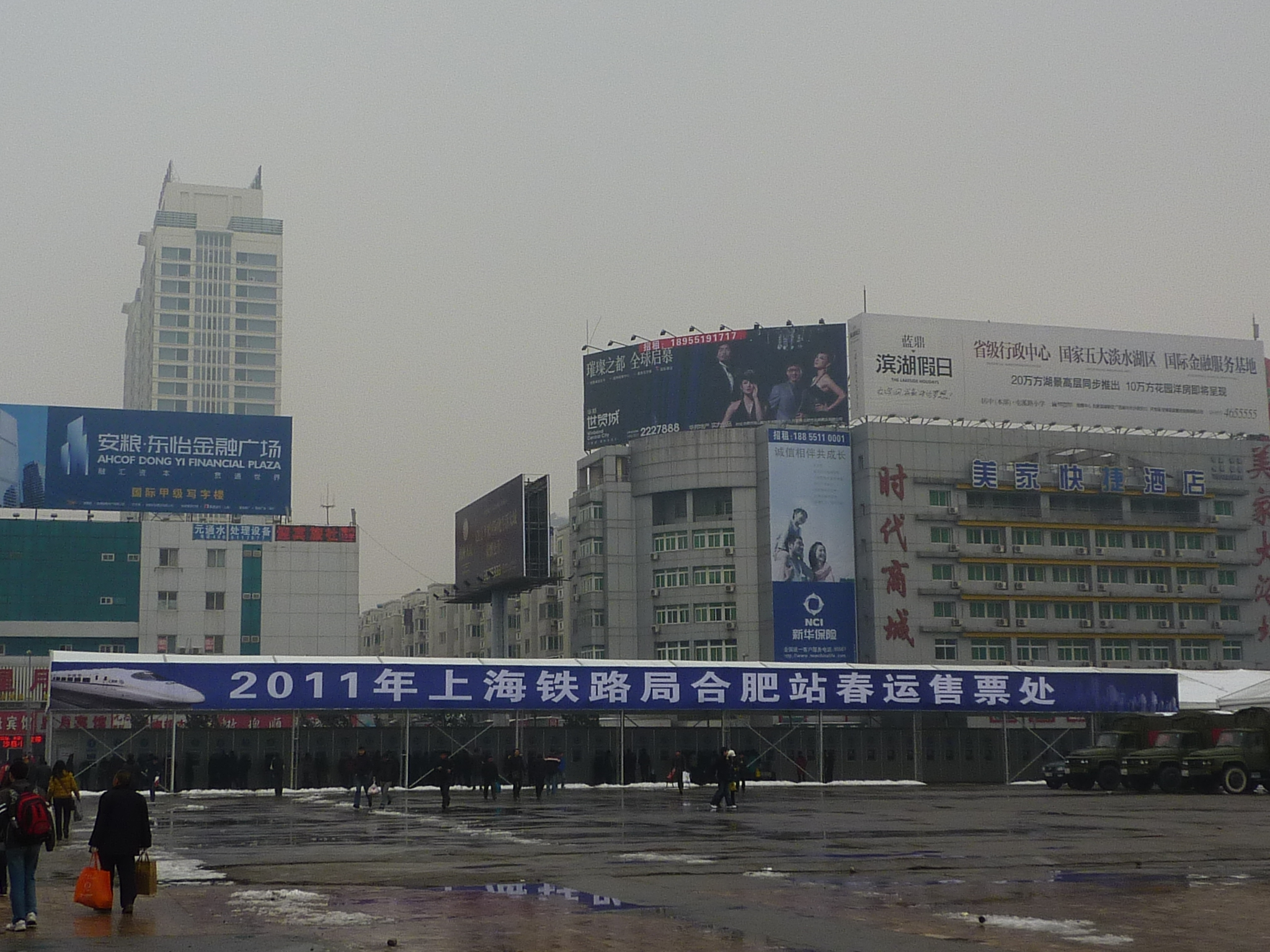
Biglietterie temporanee nella piazza fuori della Stazione di Hefei, aperte per il periodo di Chunyun del 2011

Tre fattori principali sono responsabili dell'accresciuto volume di traffico durante il periodo di Chunyun.
Primo, è una tradizione consolidata per la maggior parte dei Cinesi riunirsi con le loro famiglie durante il Capodanno cinese. La gente ritorna a casa dal lavoro o dallo studio per fare un pranzo di riunione con le loro famiglie alla vigilia di Capodanno. Dalle riforme economiche cinesi della fine degli anni 1970, sono emerse nuove opportunità economiche, spesso a considerevole distanza dalle città di origine delle persone. Luoghi come le Zone Economiche Speciali e le ricche regioni costiere offrono occupazione e, spesso, uno stile di vita più ricercato. Conseguentemente, c'è stata una massiccia migrazione dalle aree rurali a quelle urbane nel corso degli ultimi decenni, che richiama alla mente altre rivoluzioni industriali nel mondo. Il numero di questi lavoratori migranti era stimato in 50 milioni nel 1990 e ufficiosamente da 150 a 200 milioni nel 2000.
Durante il periodo di Chunyun, molti di questi lavoratori ritornano alle loro città di origine.
Secondo, le riforme dell'istruzione cinesi hanno aumentato il numero di studenti universitari, che spesso studiano fuori dalla loro città di origine. Il periodo di vacanza della Festa di Primavera Spring Festival cade intorno allo stesso intervallo temporale della loro pausa invernale. Tra i 194 milioni di passeggeri ferroviari del periodo di Chunyun del 2006 vi erano 6,95 milioni di studenti universitari.
Infine, poiché il periodo della Festa di Primavera è tra i due periodi di vacanza di durata settimanale della Repubblica Popolare Cinese (l'altro essendo la Festa nazionale, il 1º ottobre), molte persone scelgono di viaggiare per diletto intorno a questo periodo. Il turismo nella Cina continentale sta raggiungendo livelli record, aggiungendo ulteriore pressione al sistema di trasporto.
Questi fattori esacerbano gli attuali problemi dei sistemi di trasporto interurbani della Cina. La rete ferroviaria è insufficiente a gestire il numero di passeggeri, e non raggiunge abbastanza luoghi. Le località non servite dalla ferrovia devono fare affidamento sul trasporto degli autobus, che affronta problemi come attrezzature e reti stradali inadeguate.

## Impatto sui sistemi di trasporto e problemi relativi
Le modalità di trasporto più coinvolte sono i sistemi di trasporto passeggeri di superficie tra le città, vale a dire le reti ferroviarie e stradali. La maggior parte dei cittadini della classe media cinese non possono permettersi facilmente il trasporto aereo. I trasporti internazionali, urbani e per via d'acqua sono lievemente coinvolti. Fino al 2007, a causa dell'alta domanda, i prezzi dei biglietti sono aumentati durante il periodo. Nel periodo di Chunyun del 2007 (4 febbraio-14 marzo), tuttavia, il governo impose regolamenti severi contro i prezzi gonfiati dei biglietti ferroviari.
Nel 2012, il governo della RPC annunciò che le autostrade nazionali sarebbero state a pedaggio gratuito per la Settimana d'oro, e come risultato 86 milioni di persone viaggiarono per strada (un aumento del 13% in confronto all'anno precedente). Lo stesso anno, 7,6 milioni di persone viaggiarono tramite linee aeree interne, e 60,9 milioni di persone tramite ferrovia.

### Ferrovia e autobus
Il Ministero delle ferrovie stimò che 340 milioni di passeggeri avrebbero preso i treni durante il periodo di Chunyun del 2009. Tuttavia, la capacità giornaliera media del sistema ferroviario cinese è di 3,4 milioni. La scarsità di risorse ferroviarie condusse molti passeggeri a pagare biglietti a prezzo doppio o perfino triplo dai bagarini o ad aspettare in fila per più di una giornata nelle stazioni dei treni.

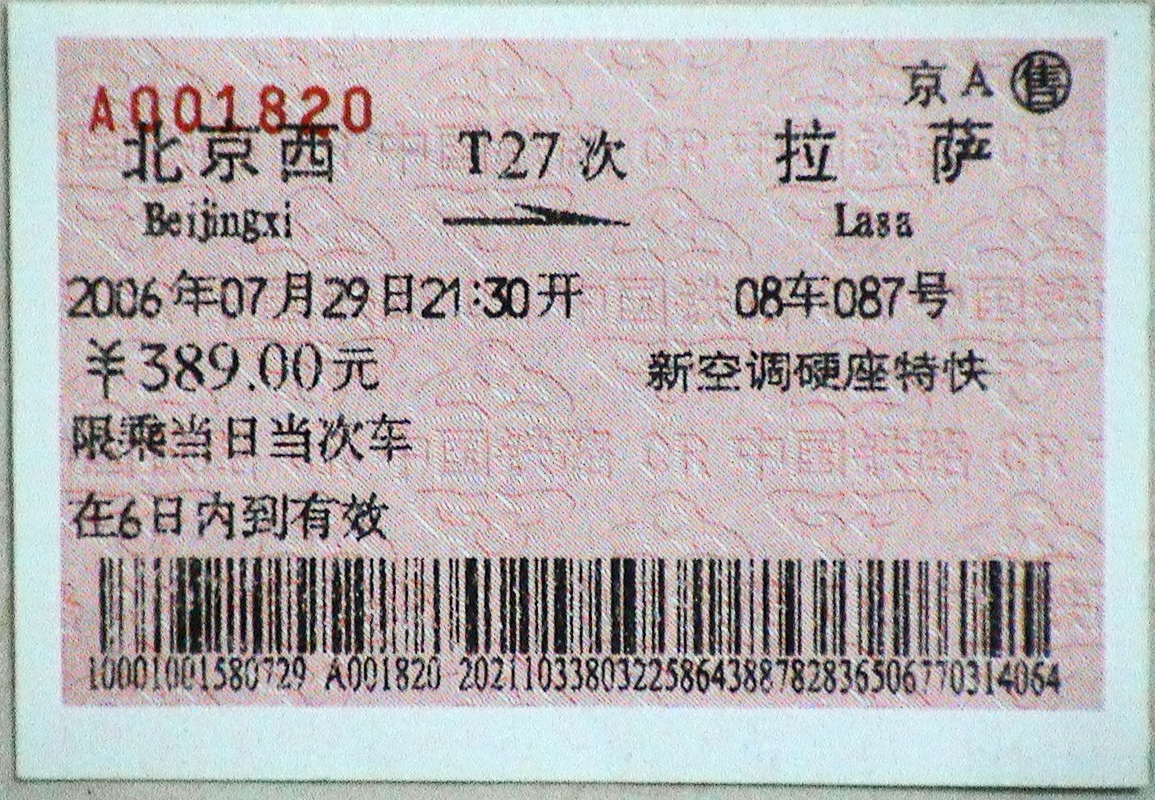
Un biglietto ferroviario cinese del 2006

A causa del periodo di attesa estremamente lungo, molti clienti diventano frustrati e cercano soluzioni per saltare la fila, spesso producendo come risultato dei conflitti. Si vede spesso azzuffarsi nei posti dove c'è fila, e quando la gente si avvicina alla biglietteria, aumentano spinte e spintoni. Gli addetti alla biglietteria oberati di lavoro sono generalmente frustrati dalla natura ripetitiva e noiosa del loro lavoro, che, nella maggior parte dei luoghi del paese, arriva ogni volta in lunghi turni, e perciò trasmette ai clienti un'immagine largamente negativa e frustrata. Alle richieste dei clienti non si risponde sempre correttamente o affatto; inoltre, poiché ai clienti non si offrono molte opzioni, se si concede tempo all'indecisione il cliente di solito è spinto da parte dalla persona successiva della fila. Lo stesso problema si trova con le linee telefoniche, che risparmiano l'ansia di aspettare in fila, ma sono fortemente sovraccariche e l'accoglienza è spesso brusca quando un gestore della biglietteria finalmente prende la telefonata dopo parecchie ore di attesa. A Shenzhen si stima che biglietti validi per 23 giorni possono andare via nel giro di 14 minuti se il telefono fosse l'unico metodo impiegato. Un sistema internet è presente, ma a volte inadeguato.
Per corrispondere alla domanda, durante questo periodo sono attivati centinaia di "treni temporanei" (Linke) e centinaia di migliaia di autobus temporanei, il numero delle biglietterie è aumentato e i periodi di vendita sono estesi per fare fronte alla domanda, con botteghini temporanei che spuntano fuori. Sono organizzati ordini in lotti dalle scuole e dalle fabbriche per distribuire i biglietti in anticipo. Queste misure, tuttavia, sono generalmente inadeguate e spesso sabotate. Per esempio, durante il periodo di Chunyun del 2005, le biglietterie di Shenzhen avevano decine di linee telefoniche, e a volte ricevevano milioni di chiamate all'ora. Nell'area di Canton, il numero di chiamate raggiunse 19,91 milioni l'ora. La compagnia ferrovia locale, il Guangzhou Railway Group, aumentò il numero di linee telefoniche nelle sue biglietterie a 8.000 nel periodo di Chunyun del 2006.
A causa della natura essenziale dei biglietti ferroviari cinesi e delle blande limitazioni fissate sul numero di "biglietti in piedi" (che sono essenzialmente un passi per salire su una vettura ferroviaria affollata), i bagarini (piaofanzi 票贩子 o huangniu 黄牛, lett. toro giallo in cinese) fanno grandi profitti durante il periodo di Chunyun. Sono emerse organizzazioni di bagarini, e i bagarini dentro questa rete, talora intricata, lavorano collettivamente per trarre il massimo guadagno dai biglietti. Fanno incetta di biglietti in grandi numeri pochi minuti dopo che sono andati in vendita, e poi li smerciano dentro e fuori dalla stazione dei treni a prezzi fortemente gonfiati. È emerso un problema significativo anche con il commercio illegale di biglietti attraverso la modifica di biglietti obsoleti o perfino la stampa di biglietti chiaramente falsi usando la tecnologia informatica. Sebbene siano messe in atto misure per prevenire i falsi biglietti, i passeggeri che acquistano i biglietti diventano estremamente frustrati quando l'autenticità dei loro biglietti è contestata soltanto all'arrivo del controllore, ciò che sarebbe minuti prima di salire. A causa del peggioramento del problema, il governo ha emesso molti avvisi e ha cominciato varie campagne per imporre un giro di vite contro i bagarini. Sfortunatamente, a causa della natura complicata del problema e delle reti sociali che circondano le organizzazioni dei bagarini, la polizia e le altre autorità che si ritiene siano responsabili del giro di vite spesso diventano coinvolti loro stessi nell'attività illecita, e prendono molte tangenti dai bagarini.
Si è sviluppato anche un significativo rischio per la sicurezza durante la stagione di Chunyun. Furti, rapine, truffe e altri crimini sono i più flagranti durante questo periodo. La sorveglianza dei passeggeri e i controlli sui bagagli diventano più rigidi. La credenza comune sulla sicurezza dei viaggi ferroviari è minata dal fatto che molte carrozze ferroviarie sono gravemente affollate. Le compagnie degli autobus, per guadagnare un maggiore profitto, fanno lavorare eccessivamente gli autisti degli autobus su orari irregolari, sovraccaricando persone ad ogni giro e causando un più alto tasso di incidenti. Anche i treni affrontano un problema di orari, poiché una rete sovraffollata non può assicurare l'accuratezza complessiva degli orari dei treni, e alcuni treni hanno abitualmente ore di ritardo ogni volta, causando disagio e frustrazione nei passeggeri. Il governo ha cominciato ad approvare una legislazione per regolamentare i ritardi ferroviari e per rendere obbligatori avvisi e scuse pubbliche per i treni in ritardo.
Il flusso dei passeggeri durante il periodo di Chunyun è solitamente squilibrato. Prima della Festa di Primavera, i passeggeri di solito si radunano nelle città costiere sviluppate, nelle città di scambio ferroviario come Pechino e Canton, e fondamentalmente fluiscono dalle aree urbane a quelle rurali. La direzione del flusso dei passeggeri si inverte dopo la Festa di Primavera. Per giunta, il flusso dei passeggeri è molto sensibile alle perturbazioni, come il maltempo. A partire dal 2007, i biglietti del treno di andata e ritorno sono stati disponibili per gli studenti universitari.
Violente tempeste di neve alla fine di gennaio 2008 lasciarono a terra molte migliaia di lavoratori migranti mentre tentavano di tornare a casa. In un certo momento oltre 100.000 persone erano nella principale stazione ferroviaria della città meridionale di Canton. Circa 1,3 milioni di truppe di riservisti furono distaccati in tutto il paese per liberare le strade e le linee ferroviarie bloccate e mettere le persone in condizione di viaggiare.

### Richiesta di "nome reale e documento d'identità" per i biglietti del treno
Malgrado l'iniziale opposizione del Ministero delle Ferrovie cinese, i biglietti del treno furono aggiornati alla fine del 2009 per inserire i codici QR su un biglietto, consentendo così di immagazzinare informazioni personali. Questo avrebbe collegato il biglietto al suo acquirente legale, spianando la strada per una richiesta di "nome reale e documento d'identità" da mettere in atto. Tale politica entrò in vigore su base sperimentale a cominciare all'inizio del 2010 (per la durata del periodo di Chunyun su tutti i treni ad alta velocità). Nel 2011, la richiesta di "nome reale e documento d'identità" si espanse ad altre città della Cina, e fu reso permanente per la ferrovia ad alta velocità Wuhan-Canton anche dopo il periodo di Chunyun. La richiesta divenne obbligatoria per tutti i treni ad alta velocità CRH con effetto dal 1º giugno 2011 e fu espansa a quasi tutti i treni passeggeri il 1º gennaio 2012. È ora politica del personale delle stazioni e della polizia ferroviaria controllare tutti i passeggeri facendo un riscontro con il loro documento d'identità e negare il permesso di salire a quelli senza biglietto o senza documento d'identità collegato.
Come risultato, le stazioni interessate da un grande flusso di passeggeri, come la Stazione ovest di Pechino, sono obbligate a installare sportelli supplementari per il controllo dei biglietti per permettere soltanto ai possessori legali dei biglietti del treno di entrare nell'area di attesa o nell'area stessa della stazione, specialmente durante il picco dei viaggi della Festa di Primavera. Il risultato è stata l'esigenza per un maggior numero di passeggeri di arrivare prima alle stazioni. Ciò non ha sradicato completamente i bagarini, ma ne ha ridotto significativamente l'attività.

### Aereo
Il trasporto aereo è meno colpito poiché la maggior parte dei viaggiatori sono lavoratori che non possono permettersi l'aereo, ma nondimeno l'impatto di Chunyun sta aumentando. Nel 2008 grosso modo 28 milioni di passeggeri usarono il trasporto aereo come loro metodo di viaggio all'interno della Cina. La Xiamen Airlines, ad esempio, aggiunse quasi 210 voli alla sua lista durante il periodo di Chunyun, con trenta voli collocati specificamente a Hong Kong e Macao e altri dieci voli per destinazioni internazionali in Asia sud-orientale e Corea. Anche i voli attraverso lo stretto tra Taiwan e la Cina continentale erano permessi durante questo periodo prima che fossero stabiliti voli regolari per tutto l'anno. Per prevenire gli incidenti dell'aria, il governo cinese ha introdotto regolamenti molto rigidi sul divieto di sovraccaricare gli aeroplani. L'Amministrazione dell'Aviazione Civile della Cina (CAAC) stimava che almeno 36 milioni di passeggeri avrebbero volato durante il periodo di Chunyun del 2009.

## Taiwan
Anche a Taiwan, i viaggi di primavera sono un evento di grande importanza. La maggioranza dei trasporti nella Taiwan occidentale sono viaggi su lunga distanza in direzione nord-sud tra il nord urbanizzato e le città di origine del sud rurale. I trasporti nella Taiwan orientale e quelli fra Taiwan e le isole sono meno convenienti. I voli attraverso lo stretto fra Taiwan e la Cina continentale cominciarono nel 2003 come parte della politica dei Tre collegamenti, perlopiù per gli "uomini d'affari taiwanesi" che ritornano a Taiwan per il nuovo anno.
Anche i trasporti prima della vigilia di Capodanno a Taiwan ovest sono per la maggior parte viaggi su lunga distanza, nei quali le persone si spostano dai grandi centri urbani del nord alle città di origine nel sud rurale. Dopo la vigilia di Capodanno ci sono molte escursioni locali di famiglie per tutto il periodo delle vacanze. Il secondo e il terzo giorno, c'è una seconda ondata di viaggi su medio-lunga distanza quando le famiglie vanno nelle città di origine delle mogli. In prossimità della fine delle vacanze c'è un'ondata di viaggi di ritorno diretti a nord che è meno concentrata dei viaggi diretti a sud. Nel 2012 il secondo giorno del nuovo anno lunare ci sono state 3 milioni di auto stimate sulle superstrade dell'isola, e l'ottavo giorno (il venerdì della settimana di vacanza) ci sono stati "2,7 milioni di veicoli, circa 1,7 volte il volume di traffico medio giornaliero di circa 1,6 milioni."